# Oberdrees
Oberdrees ist ein Stadtteil von Rheinbach, aber auch eine Ortschaft im Rhein-Sieg-Kreis in Nordrhein-Westfalen. Bis 1969 war Oberdrees eine selbständige Gemeinde. Mit der kommunalen Neuordnung wurde Oberdrees einer von neun Ortsteilen der Stadt Rheinbach. Mit Stand 30. November 2024 zählte Oberdrees 1.495 Einwohner und ist damit viertgrößte Ortschaft. Die günstige geografische Lage und die Fertigstellung des Neubaugebietes (Ortseingang Richtung Rheinbach) begünstigten den weiteren Zuzug.

## Geographie
Der Ort liegt rund 3,0 km nordwestlich der Kernstadt an der alten Römerstraße von Niederzier nach Kripp (heute Bundesstraße 266), ein Teilstück der alten Heerstraße von Aachen nach Frankfurt. Südlich des Ortes verlief die Trasse der ehemaligen römischen Wasserleitung von der Eifel nach Köln. Zahlreiche Funde in der Umgebung bezeugen die römische Besiedlung, Teilstücke sind in Rheinbach ausgestellt.

## Geschichte
Die Ortschaft Oberdrees wird urkundlich als „Dreisa“ erstmals im Jahre 856 n. Chr. erwähnt. Der Name leitet sich von dem noch heute gebräuchlichen Substantiv „Drisch“ ab, was so viel wie „Brachfeld“ bedeutet. Zu dieser Zeit verlieh König Lothar II. einem Vasallen „Otbert“ unter anderem Güter in Oberdrees. Die Siedlung entstand wahrscheinlich aus einem königlichen Hofgut. In einem Güterverzeichnis der Abtei Prüm aus dem Jahre 893 ist Oberdrees als „Dreyse“ aufgeführt.
Die günstige Lage an der wichtigen Handelsroute, der Aachen-Frankfurter Heerstraße, bot bereits damals Standortvorteile, die zum Wachstum der Siedlung beitrugen.
Funde von Scherben und Ziegelstücke sowie eine Grabenspur lassen vermuten, dass das Siedlungsgebiet Oberdrees schon zur Römerzeit bewohnt und bewirtschaftet wurde. Im Bereich der heutigen Bahnlinie der Voreifelbahn „Bonn-Rheinbach-Euskirchen“ ist in einem Bodendenkmal eine ausgeprägte Streuung römische Trümmerreste nachgewiesen. Die Eifelwasserleitung, im Volksmund auch als „Römerkanal“ bekannt, welche die frühmittelalterliche Versorgung des „antiken Kölns“ bis ca. 260 n. Chr. mit Eifelwasser versorgte, führte im Teilabschnitt Rheinbach – Euskirchen (Kreuzweingarten) durch die Oberdreeser Gemarkung.

Im Mittelalter und der Frühen Neuzeit teilten sich u. a. die Herren von Tomburg sowie die „Grafen von Belderbusch“ und das Geschlecht derer von der Leyen die Dorfherrschaft. Um Streit untereinander zu vermeiden, wechselten sie sich per Rotationsverfahren alljährlich in Entscheidungsangelegenheiten über das Dorf ab.

Heute erinnern die Straßennamen „Frankenstraße“ und „Odinstraße“ an die fränkische Besiedlung des Ortes.

Oberdrees wurde am 1. August 1969 in die Stadt Rheinbach eingemeindet.

### Entwicklung der Einwohnerzahl
Einwohnerstand gesamt ab 2019 mit Haupt- und Nebenwohnung.
| Jahr | Einwohner | Delta |
| ---- | --------- | ----- |
| 1852 | 680       |       |
| 1905 | 627       | −53   |
| 1939 | 674       | +47   |
| 1946 | 834       | +160  |
| 1969 | 1.059 1   | +225  |

| Jahr | Einwohner | Delta |
| ---- | --------- | ----- |
| 1998 | 1.414     | 355   |
| 2000 |           |       |
| 2010 |           |       |
| 2019 | 1.360     |       |
| 2020 | 1.393     | +33   |

| Jahr | Einwohner | Delta |
| ---- | --------- | ----- |
| 2021 | 1.412     | +19   |
| 2022 | 1.495     | +83   |
| 2023 | 1.489     | −6    |
| 2024 | 1.495 2   | +6    |
| 2025 |           |       |

### Ortsvorsteher
Nachstehende Ortsvorsteher wurden nach der kommunalen Neugliederung vom 1. August 1969 gewählt und ernannt: 
- Peter Eschweiler † (1970–1973)
- Ludwig Fett † (1973–1975)[5]
- Günter Mahlberg (1975–1994)
- Ludwig Fett † (1995–2009)
- Kurt Brozio (2009– … )[6]

AnmerkungOrtsvorsteher verblieben nach der Wahl jeweils kommissarisch im Amt, bis zur Ernennung der Nachfolger.

## Infrastruktur
Das Dorfbild verfügt neben dem alten Dorfkern – hier stehen noch verschiedene Fachwerkhäuser und landwirtschaftliche Gehöfte – auch über eine Siedlung aus der Nachkriegszeit. In den 1970er, 1980er, 1990er und 2010er Jahren entstanden im Innenbereich und an der Peripherie des Ortes moderate Neubaugebiete. Ferner verfügt Oberdrees über ein kleines Gewerbegebiet.
Südlich von Oberdrees verläuft die Voreifelbahn.

## Kultur und Sehenswürdigkeiten
Oberdrees ist in der Region bekannt für mannigfaltiges Vereinsleben. So organisieren Ortsausschuss und Vereine neben „Fastelovend“ auch Dorffeste wie das Maifest, Schützenfest, Straßenfeste, Sommerfest, Kirmes, Herbstmarkt, Sportveranstaltungen, Seniorenfeiern und Weihnachtsfeiern.

### Karneval
Karnevalistischer Höhepunkt in Oberdrees ist der Straßenkarneval, der hier auf eine ca. 100-jährige Tradition zurückblicken kann. Ein Alleinstellungsmerkmal nimmt aber ohne Zweifel der mit dem Karneval verbundene Bau von Fest- und Umzugs-Wagen jeder Art und Größe ein. Neben dem Festumzug, der immer am Fastnachtssonntag stattfindet, nehmen Oberdreeser Jacken, wie beispielsweise der Karnevalsgemeinschaft Oberdrees von 1926 e. V., namens: „Bekömme Dich net drömm!“, auch an den Festivitäten der Kernstadt Rheinbach teil.

## Persönlichkeiten
- Engelbert Schmitz (1682–1767), Abt im Kloster Heisterbach